# Pluherlin
Pluherlin [plyɛʁlɛ̃] est une commune française, située dans le département du Morbihan en région Bretagne.

## Géographie

### Situation

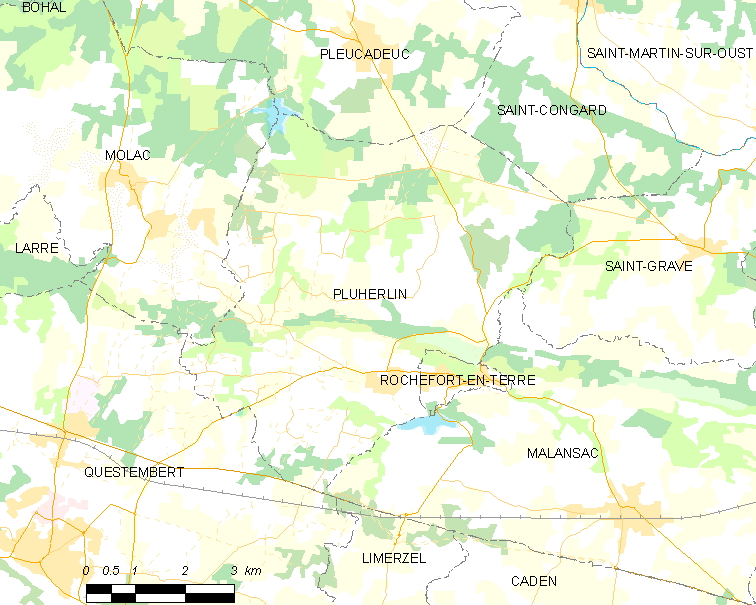
Carte simplifiée de la commune de Pluherlin.

Le bourg de Pluherlin est situé à vol d'oiseau à seulement 2 km à l'ouest de Rochefort-en-Terre. Vannes est  situé à 29 km à l'ouest et Rennes à 69 km au nord-est.

### Géographie physique
L'altitude de la commune est comprise entre 13 mètres (vallée de l'Arz à son point le plus bas à l'est de la commune) et 101 mètres. Le nord de la commune de Pluherlin appartient à la région naturelle des Landes de Lanvaux, un plateau boisé dont le cours de l'Arz qui traverse la commune suivant une direction ouest-est marque la limite sud. Le plateau est notamment occupé par le bois de Gournava et l'étang éponyme du Grand Gournava. L'étang du Moulin neuf est situé en Malansac, mais limitrophe de Pluherlin et Rochefort-en-Terre ; il a été recreusé vers 1970 à l'emplacement d'un ancien étang disparu pour des raisons touristiques.
| - Carte topographique de la commune de Pluherlin. |

### Hydrographie
Pour un article plus général, voir Réseau hydrographique du Morbihan.
La commune est située dans le bassin Loire-Bretagne. Elle est drainée par l'Arz, le Saint Gentien, le ruisseau de l'Enfer et divers autres petits cours d'eau,.
L'Arz, d'une longueur de 66 km, prend sa source dans la commune de Plaudren et se jette  dans l'Oust à Saint-Jean-la-Poterie, après avoir traversé 15 communes. 
Le Saint-Gentien, d'une longueur de 10 km, prend sa source dans la commune de Questembert et se jette  dans l'Arz sur la commune, après avoir traversé quatre communes. 

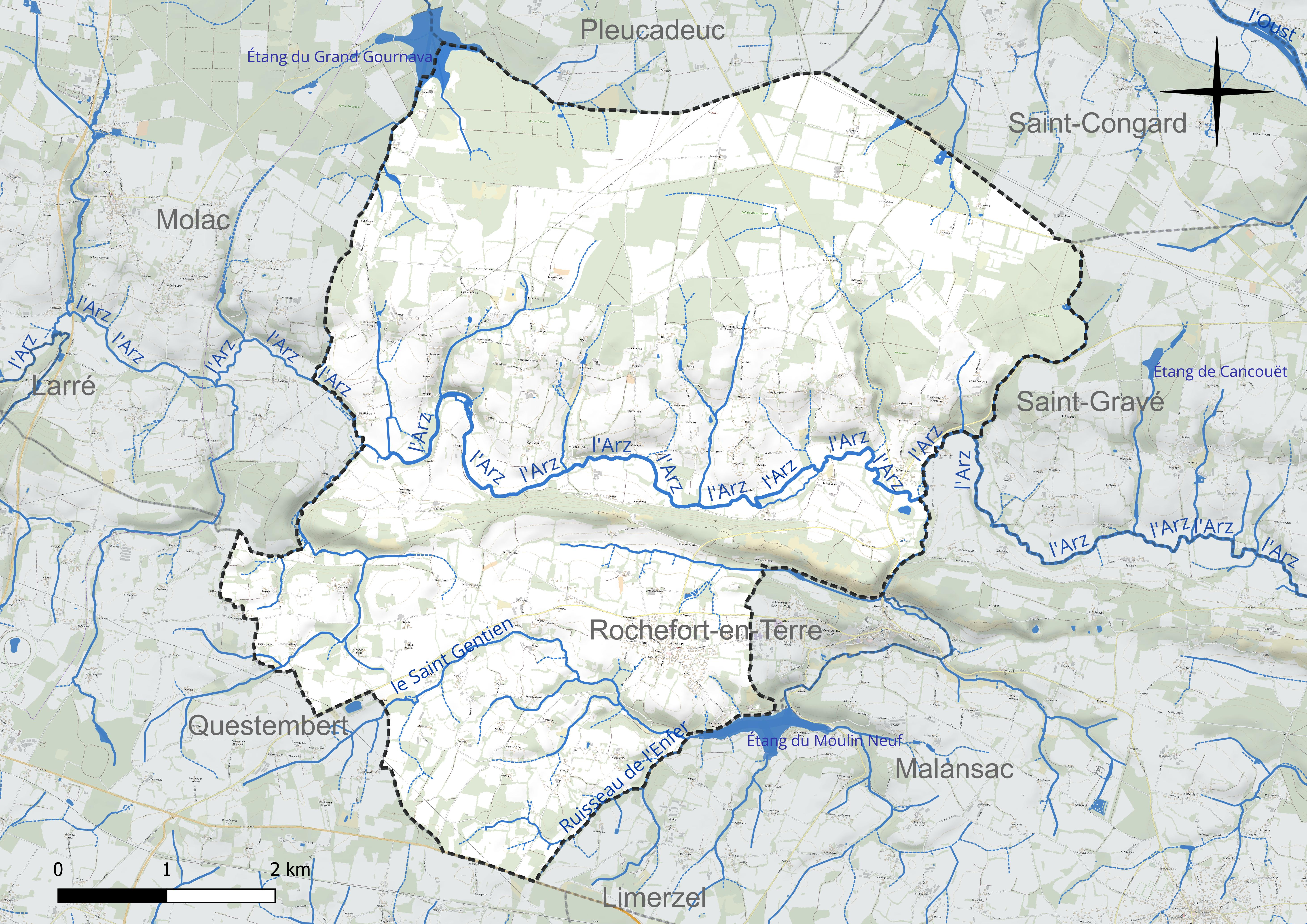
Réseau hydrographique de Pluherlin.

Un plan d'eau complète le réseau hydrographique : l'étang du Grand Gournava, d'une superficie totale de 25,8 ha (6,05 ha sur la commune),.

### Climat
Pour des articles plus généraux, voir Climat de la Bretagne et Climat du Morbihan.
En 2010, le climat de la commune est de type climat océanique franc, selon une étude du CNRS s'appuyant sur une série de données couvrant la période 1971-2000. En 2020, Météo-France publie une typologie des climats de la France métropolitaine dans laquelle la commune est exposée à un climat océanique et est dans la région climatique  Bretagne orientale et méridionale, Pays nantais, Vendée, caractérisée par une faible pluviométrie en été et une bonne insolation. Parallèlement l'observatoire de l'environnement en Bretagne publie en 2020 un zonage climatique de la région Bretagne, s'appuyant sur des données de Météo-France de 2009. La commune est, selon ce zonage, dans la zone « Intérieur Est  », avec des hivers frais, des étés chauds et des pluies modérées.  
Pour la période 1971-2000, la température annuelle moyenne est de 11,7 °C, avec une amplitude thermique annuelle de 12,6 °C. Le cumul annuel moyen de précipitations est de 883 mm, avec 13,1 jours de précipitations en janvier et 6,5 jours en juillet. Pour la période 1991-2020, la température moyenne annuelle observée sur la station météorologique la plus proche, située sur la commune de Pleucadeuc à 7 km à vol d'oiseau, est de 11,9 °C et le cumul annuel moyen de précipitations est de 907,2 mm,. Pour l'avenir, les paramètres climatiques de la commune estimés pour 2050 selon différents scénarios d’émission de gaz à effet de serre sont consultables sur un site dédié publié par Météo-France en novembre 2022.

## Urbanisme

### Typologie
Au 1er janvier 2024, Pluherlin est catégorisée commune rurale à habitat dispersé, selon la nouvelle grille communale de densité à sept niveaux définie par l'Insee en 2022.
Elle est située hors unité urbaine et hors attraction des villes,.

### Occupation des sols
L'occupation des sols de la commune, telle qu'elle ressort de la base de données européenne d’occupation biophysique des sols Corine Land Cover (CLC), est marquée par l'importance des territoires agricoles (66,7 % en 2018), une proportion identique à celle de 1990 (66,7 %). La répartition détaillée en 2018 est la suivante : 
zones agricoles hétérogènes (29,2 %), forêts (29 %), terres arables (25,1 %), prairies (12,4 %), milieux à végétation arbustive et/ou herbacée (3 %), zones urbanisées (1,2 %), eaux continentales (0,3 %). L'évolution de l’occupation des sols de la commune et de ses infrastructures peut être observée sur les différentes représentations cartographiques du territoire : la carte de Cassini (XVIIIe siècle), la carte d'état-major (1820-1866) et les cartes ou photos aériennes de l'IGN pour la période actuelle (1950 à aujourd'hui).

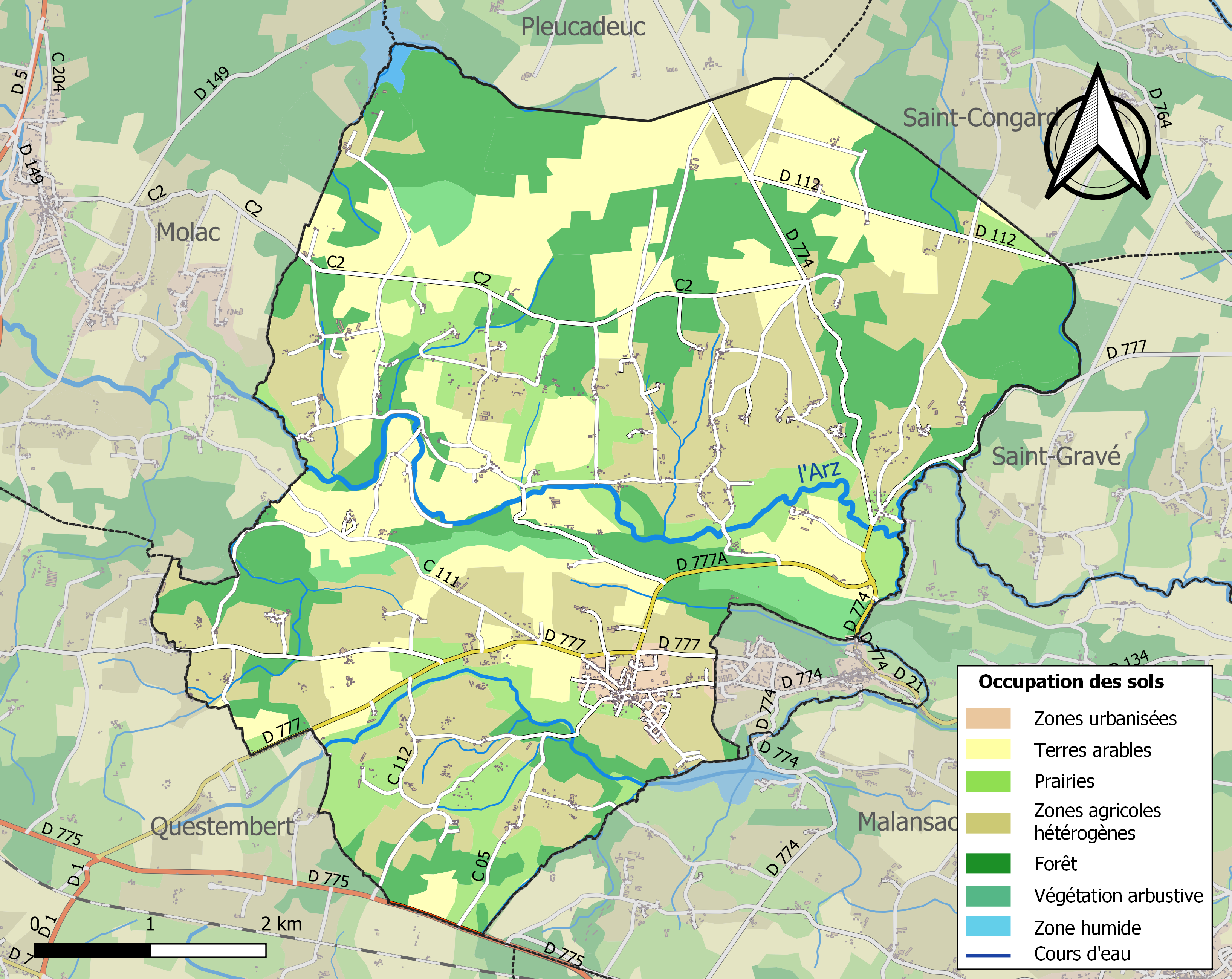
Carte des infrastructures et de l'occupation des sols de la commune en 2018 (CLC).

## Toponymie
Le nom de la localité est mentionné sous la forme latine Plebs Huiernim en 833,, sous la forme Ploernin en 1330.
Pluherlin vient du breton Plou (paroisse) et de Hernin, moine ayant immigré en Armorique au VIe siècle[source insuffisante]. Le nom de saint Hernin a été attribué à l'une des rues du bourg.
Pyélin en gallo.
La forme bretonne normalisée proposée par l'OPLB est Pluhernin.

## Histoire

### Préhistoire

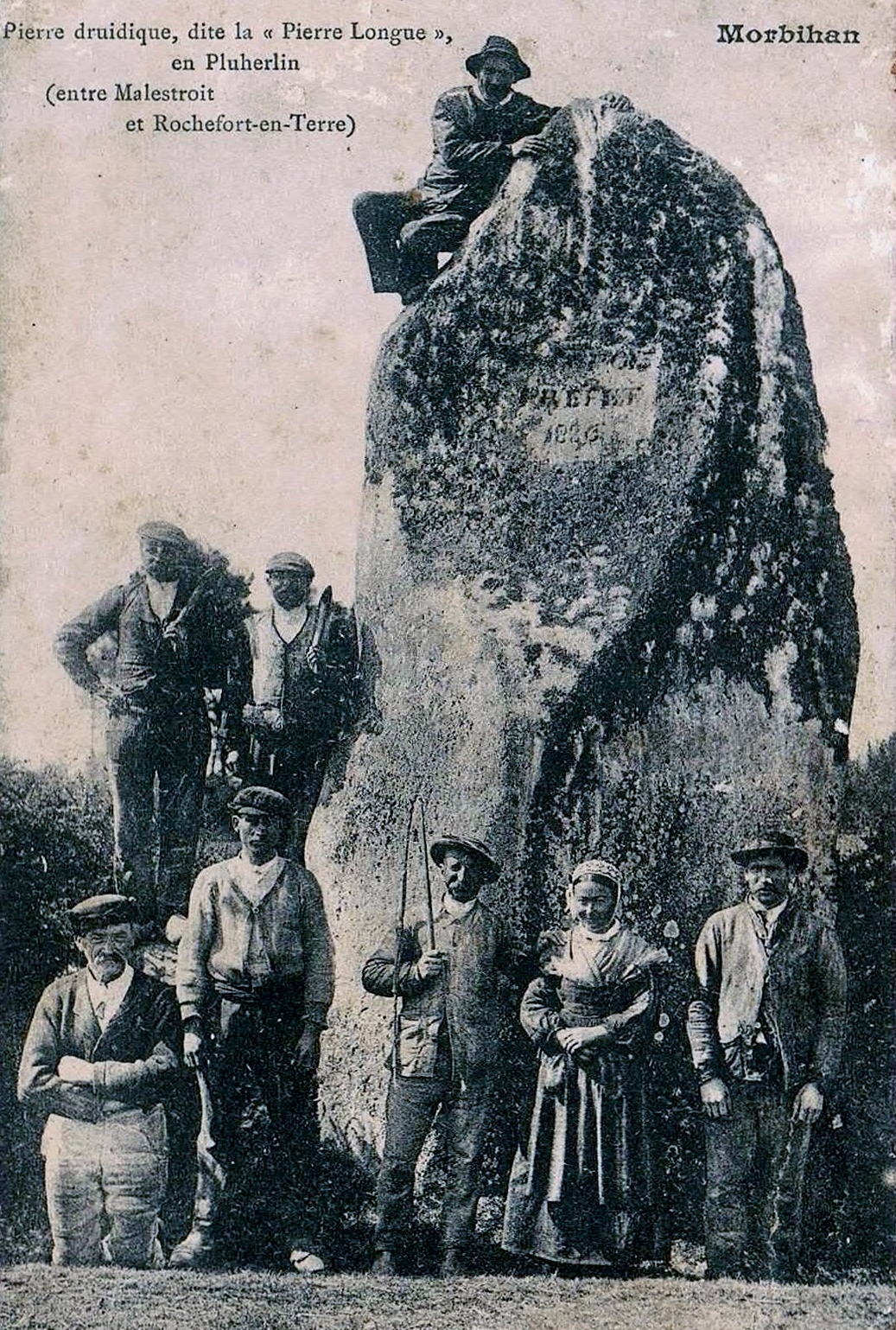
Le menhir de la Pierre Longue au début du XXe siècle (carte postale).

Les alignements mégalithiques du Haut Brambien sont à cheval sur les communes de Pluherlin et Saint-Gravé. Ce site aurait compté plus de 2 000 menhirs au XIXe siècle mais la grande majorité des mégalithes ont été depuis détruits ou déplacés.
Selon A. Marteville et P. Varin, qui ont publié leur livre en 1853, le désordre des pierres et le renversement de la plupart d'entre elles date des premiers temps du christianisme : « le culte nouveau, voulant détruire ces insignes d'une religion barbare, les aura culbutés et dispersés au sol ».
La commune abrite aussi le menhir de la Pierre Longue et le menhir couché de Talvé ainsi que le dolmen de Trebrun.
De nombreuses pierres et haches polies, ainsi que des haches à talon en bronze ont été trouvées, notamment lors de labours.

### Antiquité
Au Nonenno ont été trouvés des restes de villas, des monnaies et plus d'une cinquantaine de statuettes de Vénus et de Junon, ainsi que les traces d'un fanum à la Grée Mahé et d'un ossarium à Carbouëdé, ce qui prouve une occupation gallo-romaine assez dense.

### Temps modernes
Jean-Baptiste Ogée décrit ainsi Pluherlin en 1778 :

« Pluherlin ; à 6 lieues à l'Est de Vannes, son évêché et son ressort ; à 15 lieues de Rennes  et à 4 lieues et demie de Redon, sa subdélégation. On y compte 2 000 communiants, y compris ceux de Rochefort, sa trève. La seigneurie appartient à Madame de Nétumières ; la cure est à l'alternative. Clergerel (haute justice) ; Boturel (moyenne justice) ; Talhouet (moyenne justice), à M. Du Bot de la Ville-Pelotte. Cette maison fut portée, il y a environ 240 ans, dans cette famille par Isabeau de Talhouet. Cette paroisse fut annexée à la mense capitulaire par Yves de Pont-Salle, évêque de Vannes, en vertu d'une bulle du pape Pie II en date du 7 octobre 1452. La Grationnaye, la Grignonnaye et la Ville-Aubert sont des maisons nobles. Des terres bien cultivées, des prairies, des landes d'une grande étendue, plusieurs carrières d'ardoises dont la plupart sont abandonnées, des arbres fruitiers ; voilà à peu près ce que l'on voit dans ce territoire. »

### LeXIXesiècle
A. Marteville et P. Varin, continuateurs d'Ogée, décrivent ainsi Pluherlin en 1853 :

« Pluherlin : commune formée de l'ancienne paroisse de ce nom, moins sa trève Rochefort, devenue commune et chef-lieu de canton, sous le nom de Rochefort-en-Terre. (...) Géologie : granite au sud ; schistes argileux ; ardoisières importantes. On parle le français. »

Selon un rapport du Conseil général du Morbihan en 1886 l'école des garçons est « complètement insuffisante, et le logement de l'instituteur inhabitable », d'où la nécessité de construire une nouvelle école des garçons.

### LeXXesiècle

#### La Belle Époque

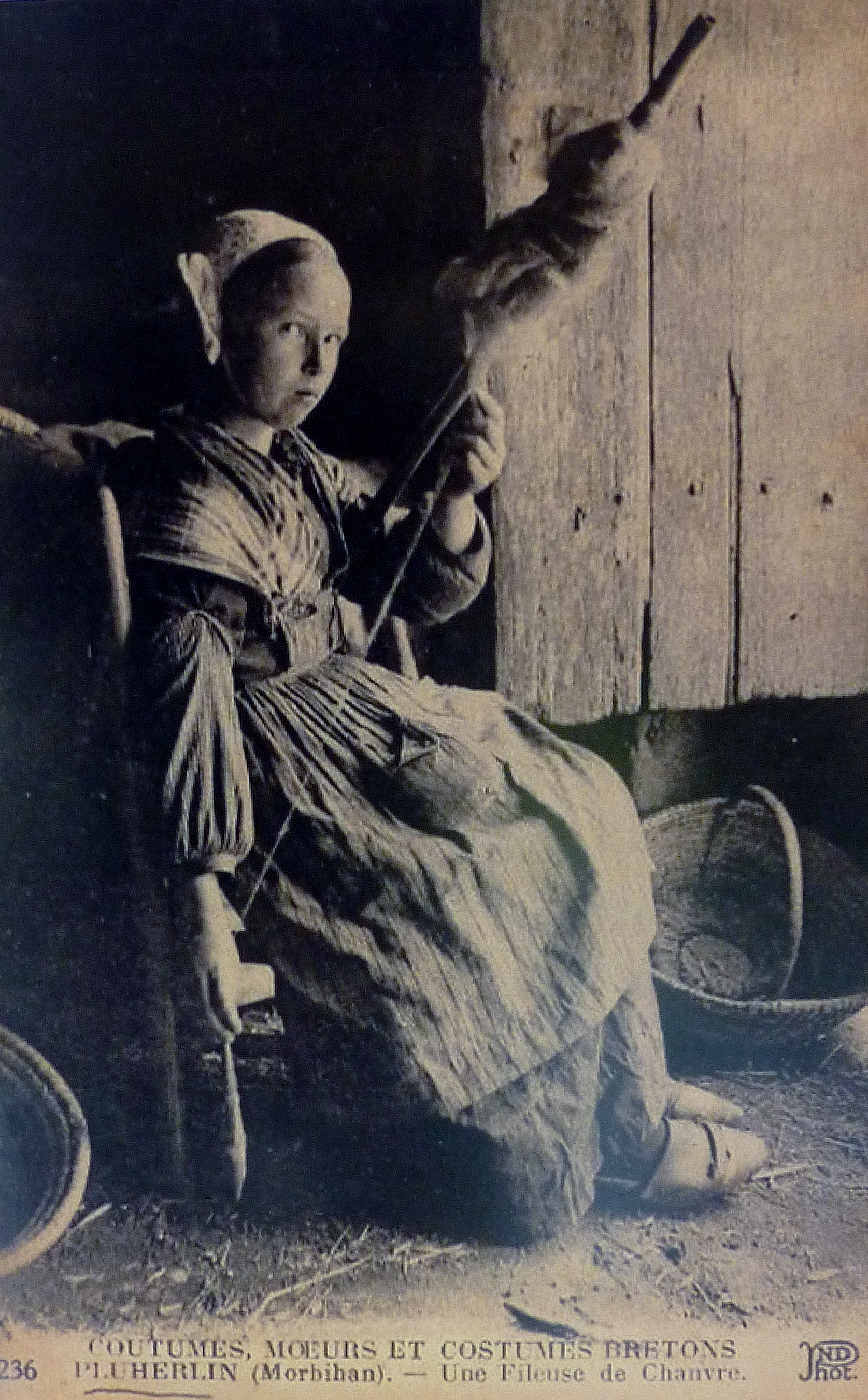
Fileuse de chanvre à Pluherlin au début du XXe siècle.

Un décret du Président de la République en date du 14 juin 1911 attribue, à défaut de bureau de bienfaisance, les biens ayant appartenu à la fabrique de Pluherlin et actuellement placés sous séquestre à la commune de Pluherlin.

#### La Première Guerre mondiale

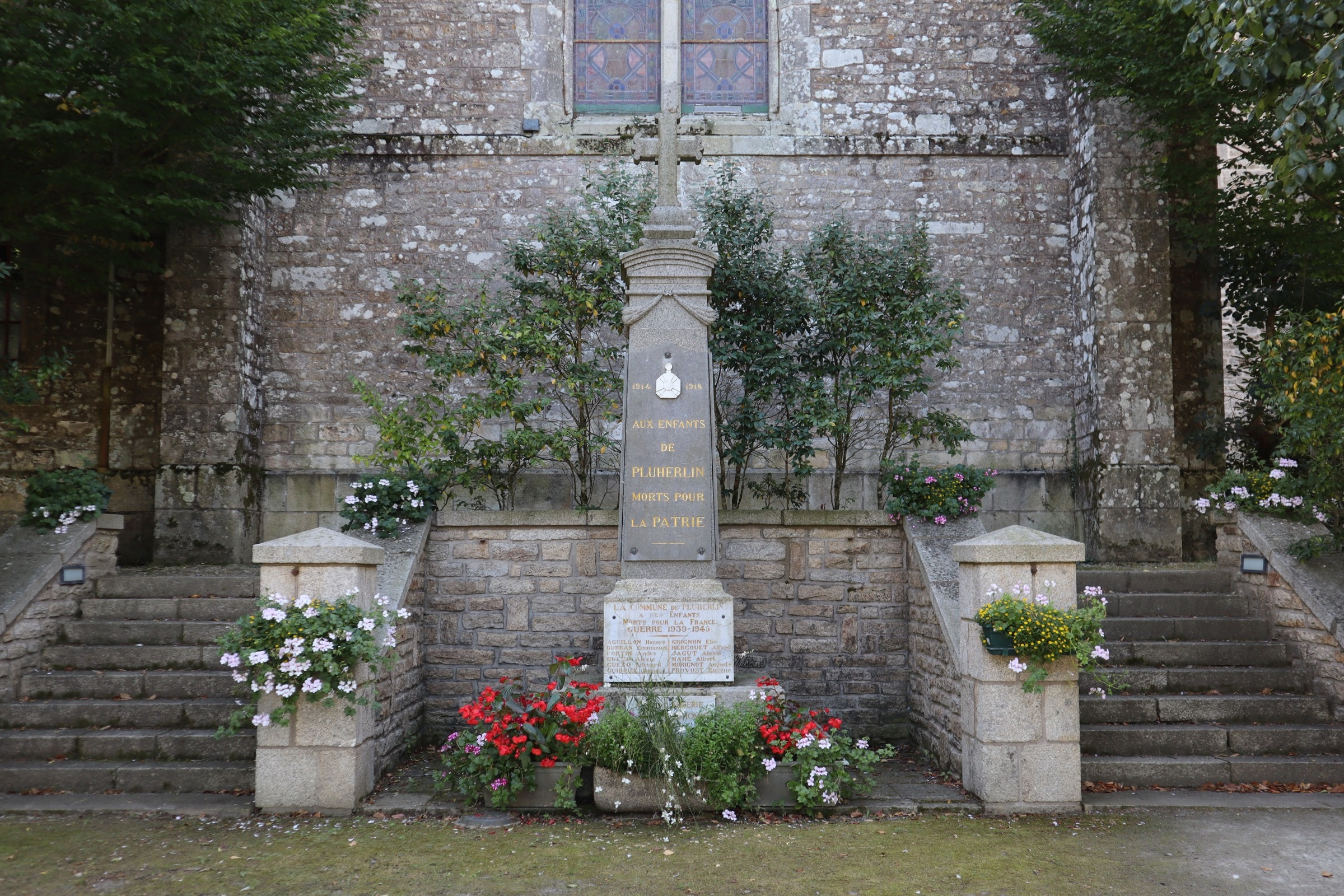
Le monument aux morts de Pluherlin.

Le monument aux morts de Pluherlin porte les noms de 64 soldats morts pour la France pendant la Première Guerre mondiale.

#### L'Entre-deux-guerres
Le monument aux morts de Pluherlin fut inauguré le 6 février 1926.
Selon une revue catholique en 1927 les écoles chrétiennes de Pluherlin comptaient 80 élèves pour celle des garçons et 100 pour celle des filles contre 19 élèves (et 2 maîtres) pour l'école laïque de garçons et 1 élève pour celle des filles.

#### La Seconde Guerre mondiale
Huit réfractaires au Service du travail obligatoire furent fusillés par les Allemands le 24 juin 1944, soit six jours après les combats de Saint-Marcel entre Grande Métairie et Cléguérec, et le village de Carade fut incendié. Un monument commémoratif se trouve le long de la D 777 entre Rochefort-en-Terre et Questembert.
Le monument aux morts de Pluherlin porte les noms de 12 personnes mortes pour la France pendant la Seconde Guerre mondiale.

## Politique et administration
| Période                                  | Période     | Identité            | Étiquette | Qualité |
| ---------------------------------------- | ----------- | ------------------- | --------- | ------- |
| 1790                                     | 1793        | Jean Tétu           |           |         |
| 1793                                     | 1794        | Joseph Morice       |           |         |
| 1794                                     | 1795        | Jean Tétu           |           |         |
| 1795                                     | 1799        | Joseph Morice       |           |         |
| 1799                                     | 1800        | Olivier Provost     |           |         |
| 1800                                     | 1802        | Paul Malen          |           |         |
| 1802                                     | 1808        | Joseph Normand      |           |         |
| 1808                                     | 1816        | Jean Marie Duval    |           |         |
| 1816                                     | 1826        | Jean Le Barre       |           |         |
| 1826                                     | 1846        | Pierre Berthy       |           |         |
| 1846                                     | 1848        | François Provost    |           |         |
| 1848                                     | 1865        | Yves Hazo           |           |         |
| 1865                                     | 1871        | Guillaume Jolivet   |           |         |
| 1871                                     | 1885        | Joachim Guillaume   |           |         |
| 1885                                     | 1893        | Jean Marie Caté     |           |         |
| 1894                                     | 1896        | François Lanoë      |           |         |
| 1896                                     | 1904        | Pierre Bléher       |           |         |
| 1904                                     | 1925        | Jacques De Dannes   |           |         |
| 1925                                     | 1947        | Pierre Bléher       |           |         |
| 1947                                     | 1977        | Albert Allain       | RPF/MRP   |         |
| 1977                                     | 1983        | Alain Mille         |           |         |
| 1983                                     | 2001        | Pierre Fréoux       |           |         |
| mars 2001                                | 2014        | Alain Richard       |           |         |
| 2014                                     | 26 mai 2020 | René Danilet        |           |         |
| 26 mai 2020                              | En cours    | Jean-Pierre Galudec |           |         |
| Les données manquantes sont à compléter. |             |                     |           |         |

## Démographie
L'évolution du nombre d'habitants est connue à travers les recensements de la population effectués dans la commune depuis 1793. Pour les communes de moins de 10 000 habitants, une enquête de recensement portant sur toute la population est réalisée tous les cinq ans, les populations de référence des années intermédiaires étant quant à elles estimées par interpolation ou extrapolation. Pour la commune, le premier recensement exhaustif entrant dans le cadre du nouveau dispositif a été réalisé en 2004.

En 2022, la commune comptait 1 515 habitants, en évolution de −0,72 % par rapport à 2016 (Morbihan : +3,82 %, France hors Mayotte : +2,11 %).
| 1793  | 1800  | 1806  | 1821  | 1831  | 1836  | 1841  | 1846  | 1851  |
| ----- | ----- | ----- | ----- | ----- | ----- | ----- | ----- | ----- |
| 1 485 | 1 235 | 1 564 | 1 620 | 1 556 | 1 687 | 1 655 | 1 579 | 1 567 |

| 1856  | 1861  | 1866  | 1872  | 1876  | 1881  | 1886  | 1891  | 1896  |
| ----- | ----- | ----- | ----- | ----- | ----- | ----- | ----- | ----- |
| 1 448 | 1 455 | 1 451 | 1 470 | 1 569 | 1 680 | 1 761 | 1 688 | 1 660 |

| 1901  | 1906  | 1911  | 1921  | 1926  | 1931  | 1936  | 1946  | 1954  |
| ----- | ----- | ----- | ----- | ----- | ----- | ----- | ----- | ----- |
| 1 721 | 1 786 | 1 791 | 1 653 | 1 654 | 1 613 | 1 574 | 1 551 | 1 414 |

| 1962  | 1968  | 1975  | 1982  | 1990  | 1999  | 2004  | 2006  | 2009  |
| ----- | ----- | ----- | ----- | ----- | ----- | ----- | ----- | ----- |
| 1 327 | 1 225 | 1 184 | 1 172 | 1 197 | 1 098 | 1 197 | 1 224 | 1 352 |

| 2014  | 2019  | 2022  | - | - | - | - | - | - |
| ----- | ----- | ----- | - | - | - | - | - | - |
| 1 478 | 1 532 | 1 515 | - | - | - | - | - | - |

La population de Pluherlin a augmenté  entre 1999 et 2007 grâce à son solde migratoire positif (+1,9 %). Cet afflux de population vient en particulier d'une commune du même département 59 % et  d'une autre région 30,4 %.
Cet accroissement de population s'est accompagné de constructions neuves. La commune possède très peu d'appartements 2,1 %.

## Culture et patrimoine

### Lieux et monuments

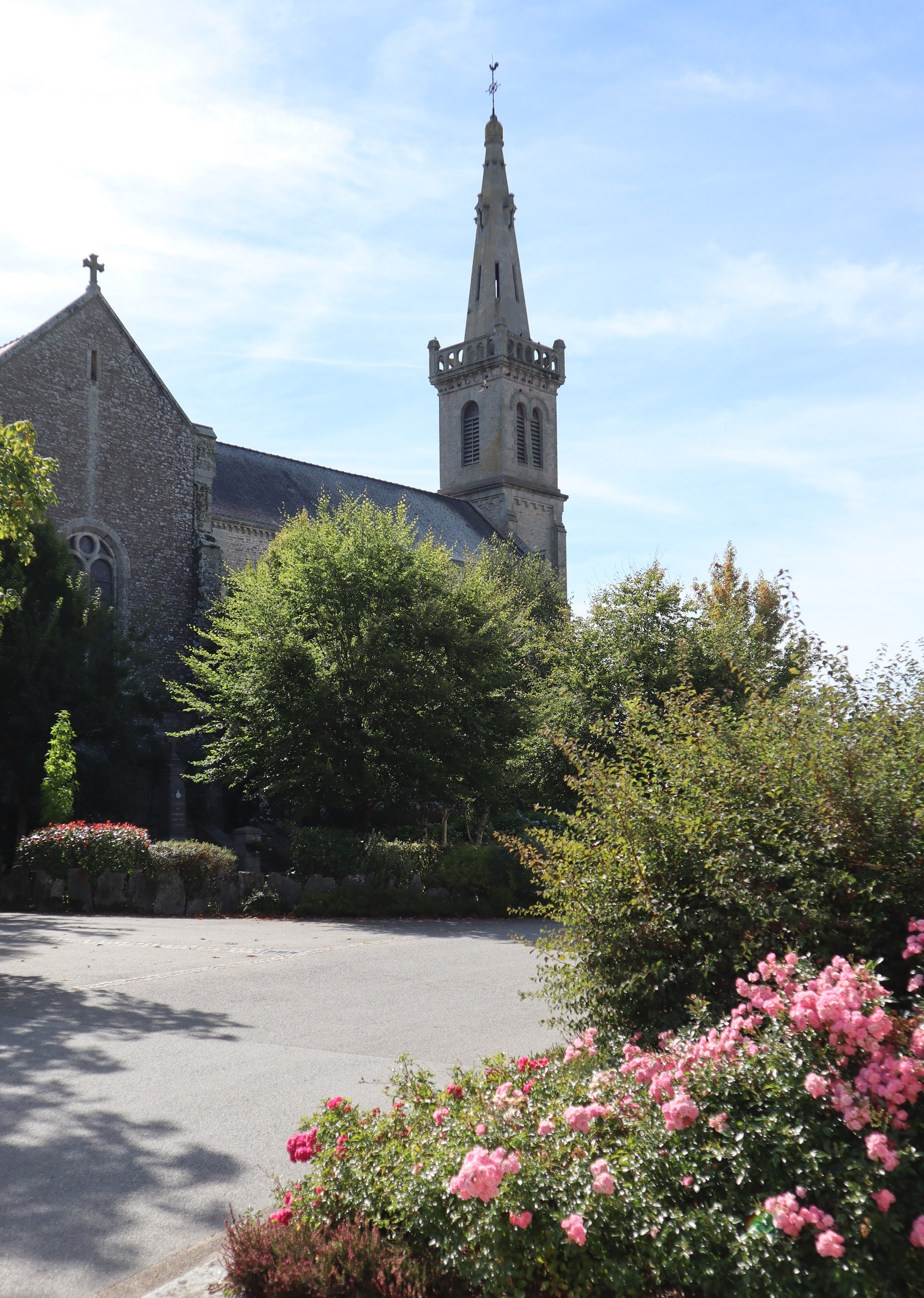
Église Saint-Gentien de Pluherlin : vue extérieure d'ensemble.

On trouve deux monuments historiques inscrits à Pluherlin.
- La croix de cimetière de Pluherlin[43].
- Le château de Talhouët (XVIe-XVIIe et XIXe siècles), berceau de la famille de Talhouët[44].

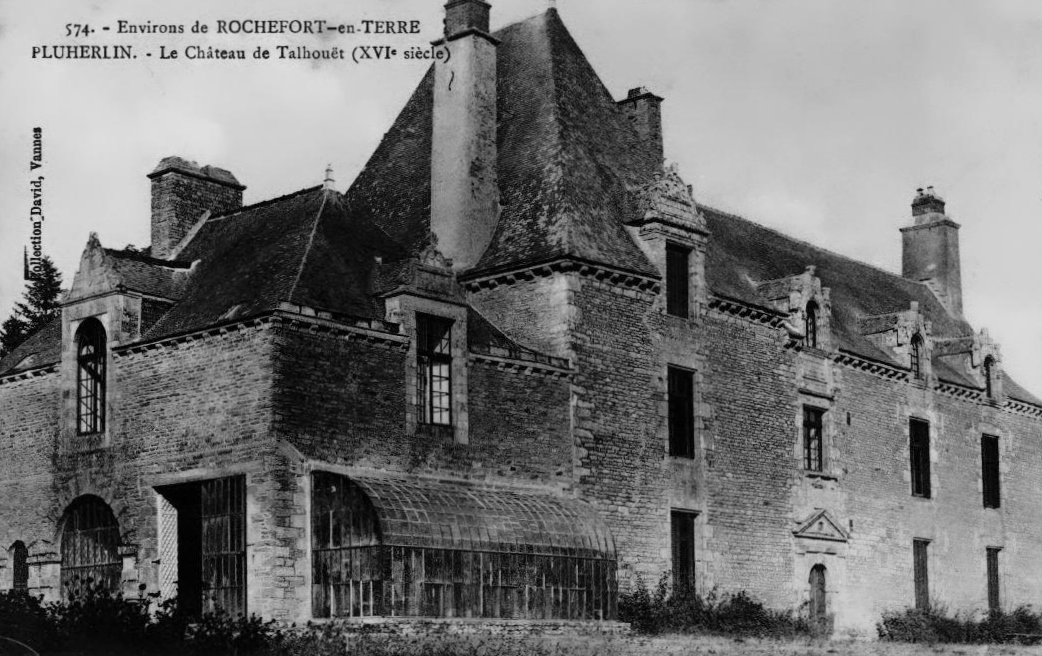
Le château de Talhouët vers 1920 (carte postale).

Il existe aussi plusieurs édifices présentant un intérêt patrimonial.
- L’église Saint-Gentien, dédiée à saint Gentien (1902) ;

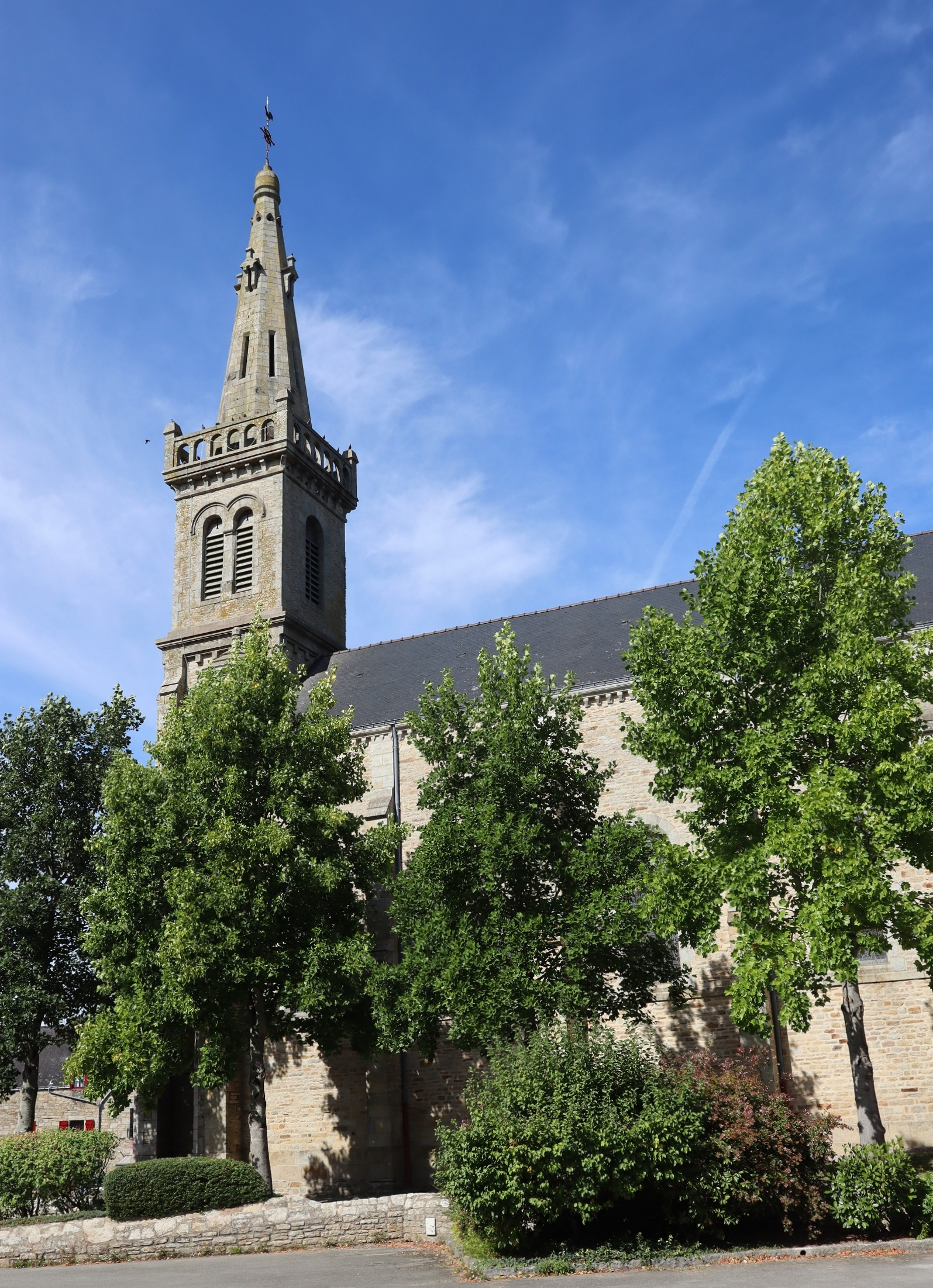
Église Saint-Gentien : vue extérieure d'ensemble.
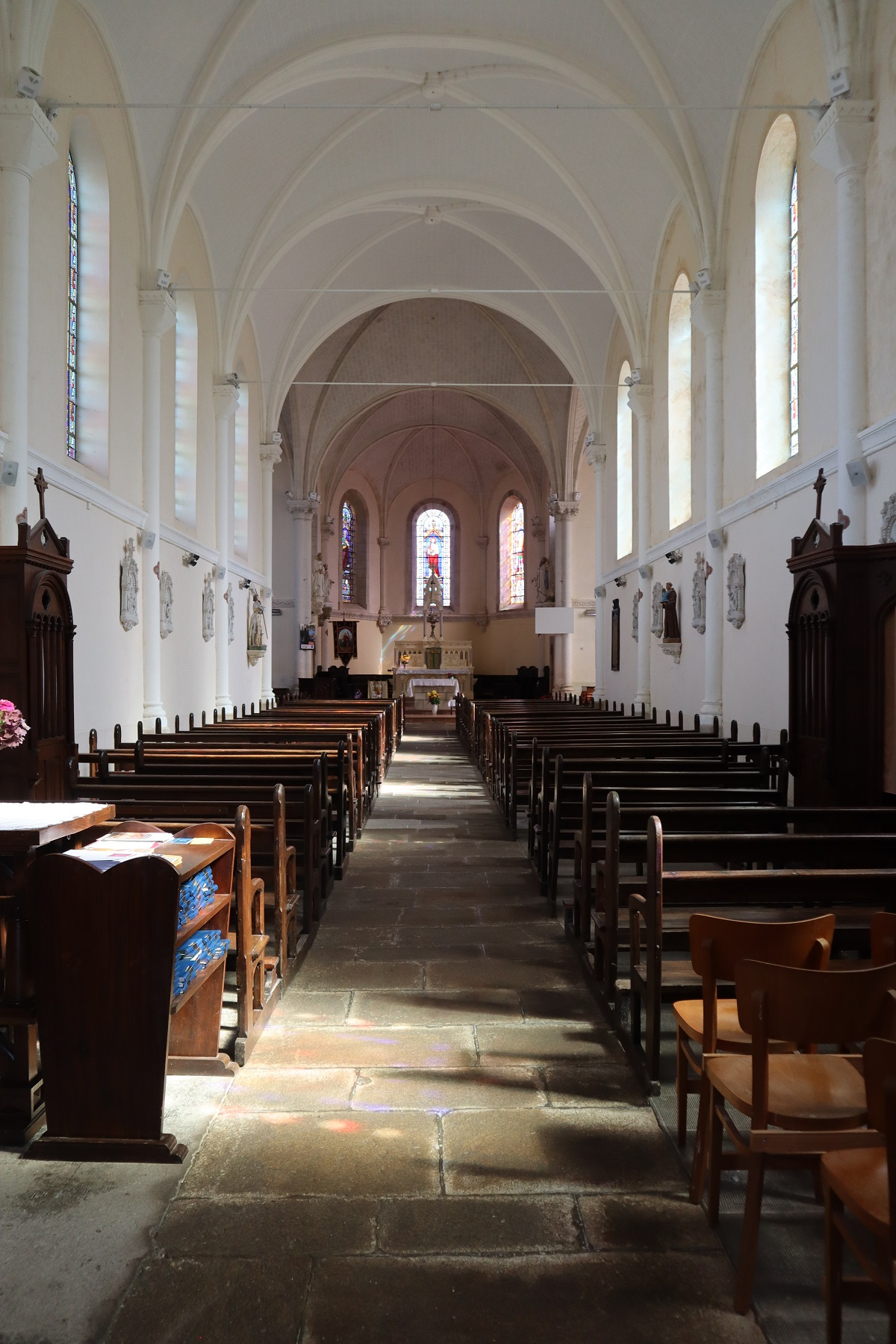
glise Saint-Gentien : vue intérieure d'ensemble.
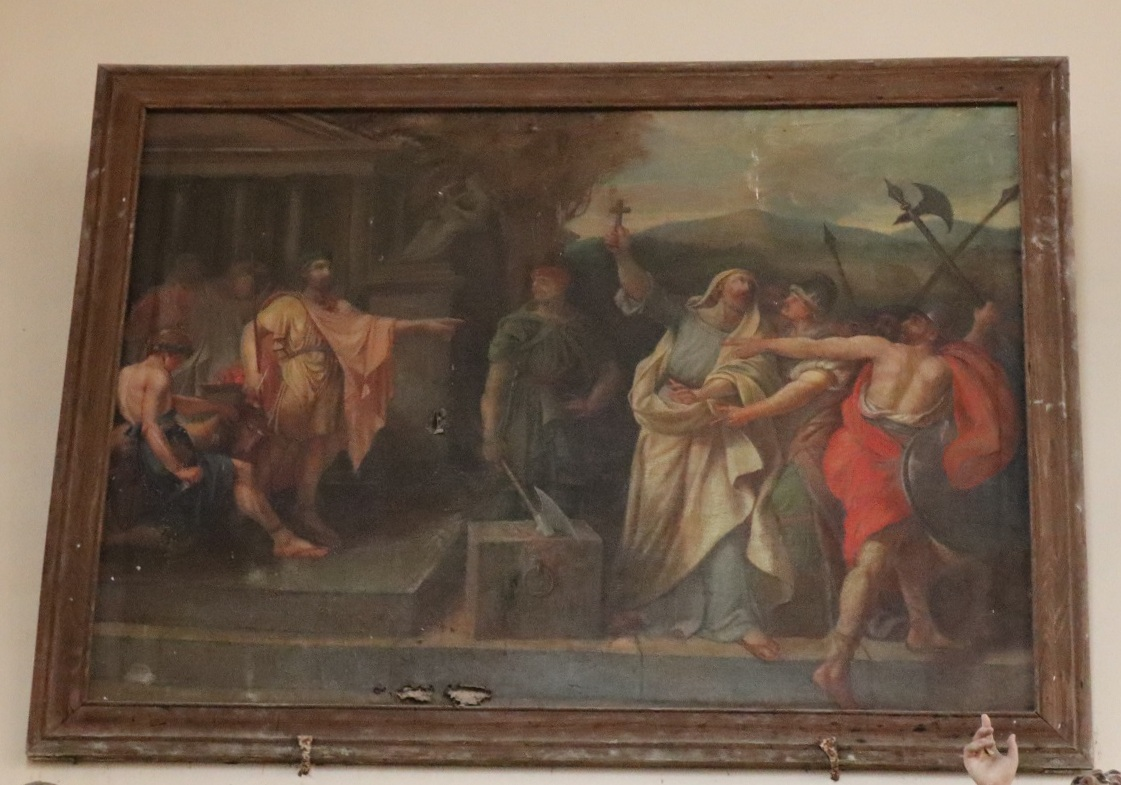
Église Saint Gentien : tableau Martyre de saint Gentien
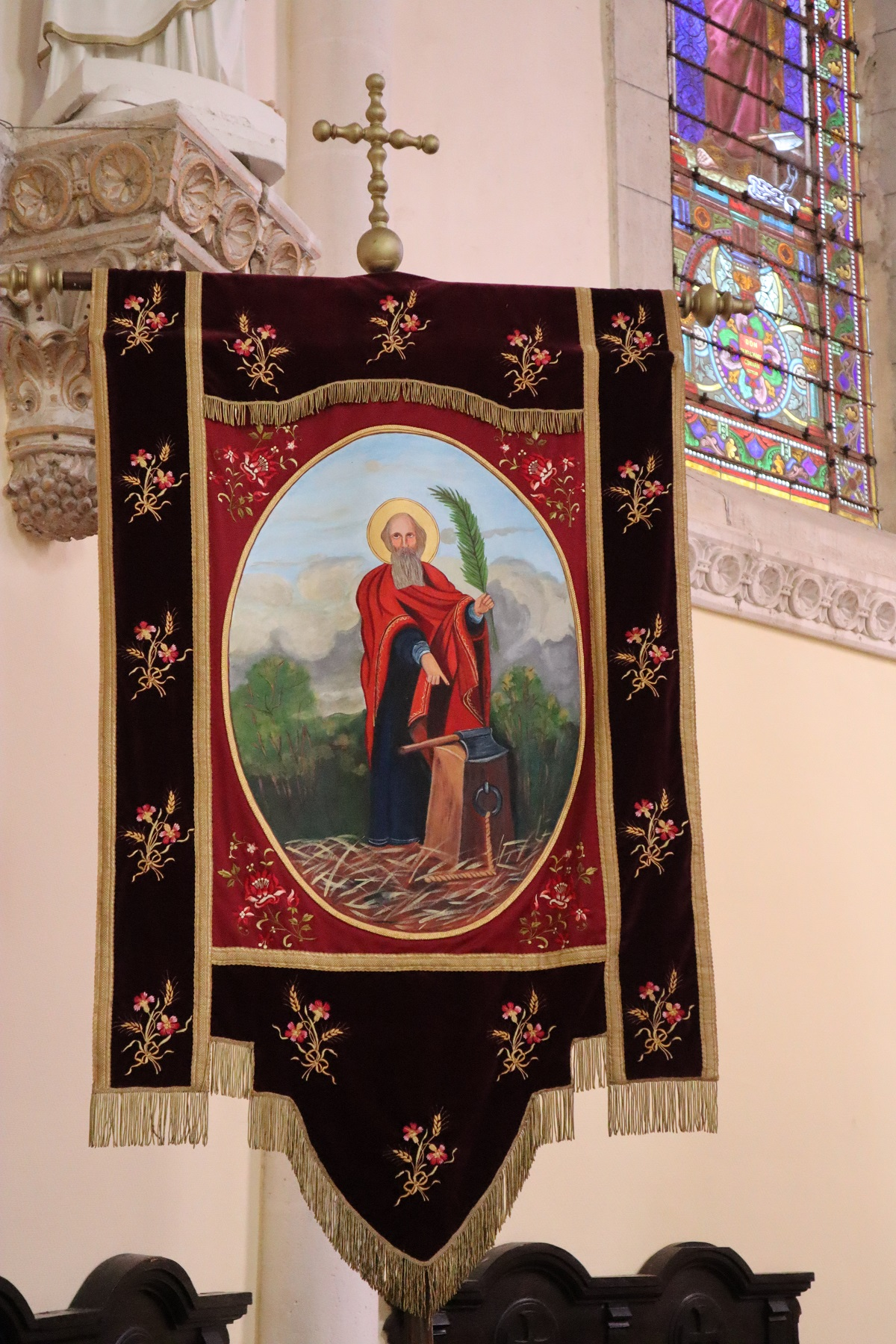
Bannière de procession de saint Gentien.

- la chapelle Notre-Dame-de-la-Barre (XVe siècle) ;
- la chapelle Notre-Dame-de-Bon-Réconfort (XVIe – XIXe siècle) ;
- la chapelle Notre-Dame-de-Cartudo (XVIIe siècle) ;
- la croix du puits ;
- la croix du Pont de l’église (1843 et 1930) ;
- le calvaire dit Croix de la Motte (XIXe – XXe siècle) ;
- le château de Gournava (1895) ;
- l'ancien château de Kerfériou ;
- le manoir de la Cour de Bois-Bréhan date du XVIIIe siècle, il est inscrit à l'inventaire général du patrimoine culturel[45] ;
- le manoir de Caroro date des XVIe et XVIIe siècles, il est inscrit à l'inventaire général du patrimoine culturel[46] ;
- le manoir de Coët Daly, inscrit à l'inventaire général du patrimoine culturel[47] ;
- le manoir de Clerguerel, inscrit à l'inventaire général du patrimoine culturel[48] ;
- la fontaine de Cartudo (1776) ;
- le moulin à eau de Boisbréhan ;
- le moulin Rougé ou moulin de Talhouët (XVIIIe siècle) : le moulin à vent, de nos jours en ruines, dépendait du manoir de Talhouët[49].

Depuis 2020 des panneaux multilingues rappellent l'histoire des monuments religieux.

### Héraldique
|  | Les armoiries de Pluherlin se blasonnent ainsi : Ecartelé : au premier d'argent à la croix d'azur, au deuxième de gueules à un maillet en barre accompagné à senestre en pointe d'un burin en pal, le tout d'or, au troisième de gueules à un menhir d'or, au quatrième d'argent à un moulin du même à la roue à aubes de sable soutenu d'une jumelle ondée d'azur. |

## Personnalités liées à la commune
- Famille Huchet
- Joseph-Marie-Prudent Lucas de Bourgerel (1762-1847), né à Pluherlin, homme politique, député du Morbihan au Conseil des Cinq-Cents.